# Autostylia
Autostylia – typ połączenia łuku żuchwowego z mózgoczaszką, polegający na przyrośnięciu chrząstki podniebienno-kwadratowej (łac. palatoquadratum) na całej długości, od spodu i z boku, do mózgoczaszki. Następuje zrośnięcie obu chrząstek żuchwowych na przedzie. Łuk gnykowy pozostaje mocno rozwinięty. Ten typ połączenia wzmacnia zgryz, co umożliwia zwierzęciu rozcieranie twardego pokarmu (mięczaki i skorupiaki w twardych pancerzach).
Czaszka autostyliczna jest charakterystyczna dla ryb dwudysznych i zrosłogłowych, a w zmodyfikowanej postaci występuje u czworonogów – żuchwa płazów, gadów i ptaków łączy się ruchomo z kością kwadratową, natomiast u ssaków z kością skroniową.